# OKATO
El Código OKATO (en ruso: Общеросси́йский классифика́тор объе́ктов администрати́вно-территориа́льного деле́ния, ОКАТО, ·"Clasificación de objetos de toda Rusia de la división administrativo-territorial") es una clasificación de la división territorial y administrativa de la Federación Rusa. El objetivo del OKATO es organizar la información sobre la estructura de las divisiones administrativas de Rusia. Este registro asigna un código numérico a todas las divisiones administrativas del país, que son clasificadas en una estructura jerarquizada, desde el nivel del sujeto federal al nivel local.
OKATO es utilizado con fines estadísticos y fiscales. Fue adoptado el 31 de julio de 1995 para reemplazar al código SOATO (СОАТО), sistema equivalente utilizado en la Unión Soviética. Comenzó a aplicarse el 1 de enero de 1997. El establecimiento y el seguimiento del código son responsabilidad del Instituto Federal Ruso de Estadística y Estudios Económicos (Rosstat).